# Rotoscoping

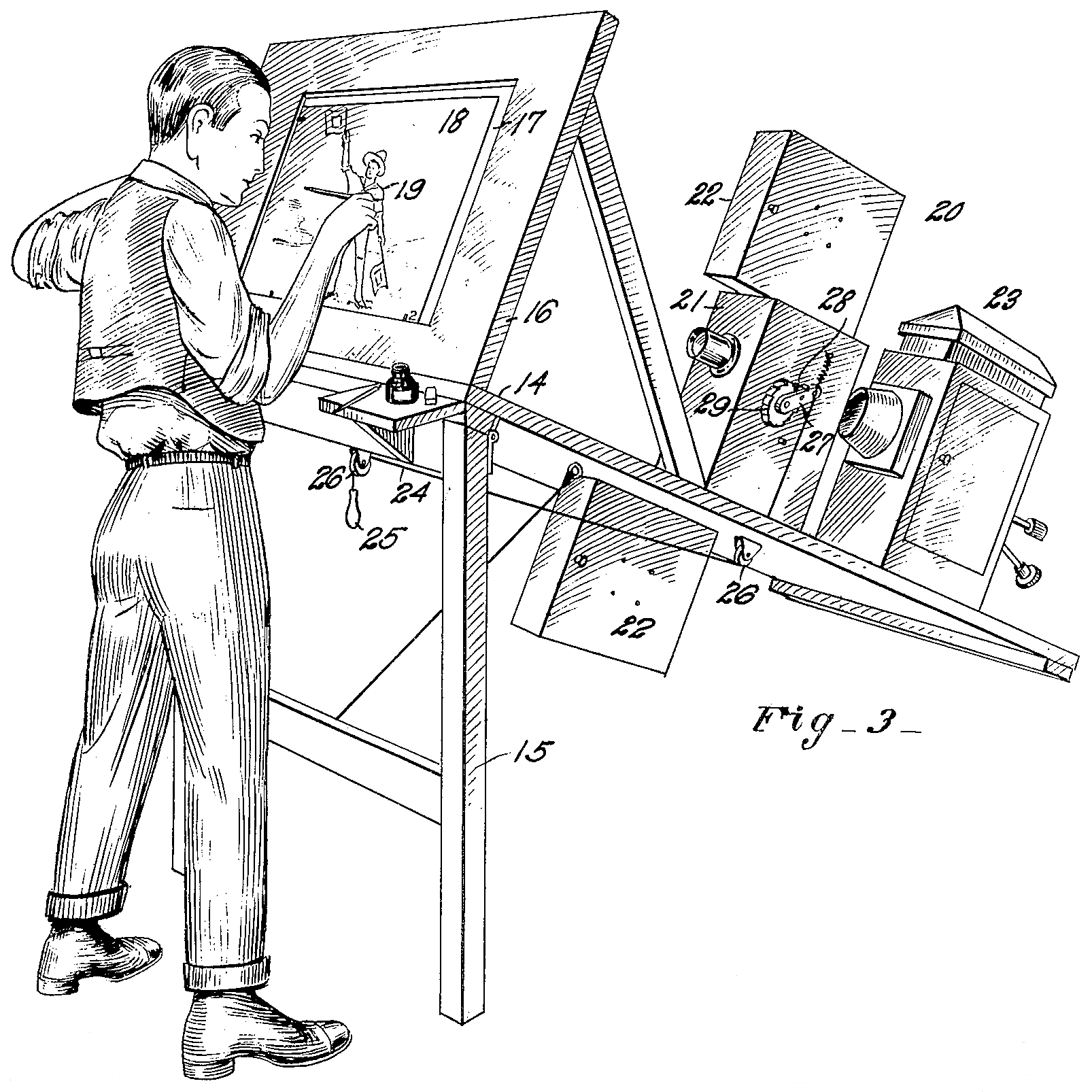
Bản vẽ bằng sáng chế cho rotoscope gốc của Max Fleischer. Nghệ sĩ đang vẽ trên một giá vẽ sạch sẽ, trên đó máy chiếu phim ở bên phải đang chiếu hình ảnh của một khung phim duy nhất.

Rotoscoping là một kỹ thuật hoạt hình mà các họa sĩ diễn hoạt sử dụng để vẽ lại các cảnh hình chuyển động, khung hình qua khung hình, để tạo ra chuyển động thực. Ban đầu, các nhà làm phim hoạt hình chiếu hình ảnh phim người đóng lên một tấm kính và đồ lại hình ảnh. Thiết bị trình chiếu này được gọi là một rotoscope, được phát triển bởi họa sĩ diễn hoạt người Mỹ gốc Ba Lan Max Fleischer. Thiết bị này cuối cùng đã được thay thế bằng máy tính, nhưng quá trình này vẫn được gọi là rotoscoping.
Trong ngành công nghiệp hiệu ứng hình ảnh, rotoscoping là kỹ thuật tạo thủ công bề mặt mờ cho một phần tử trên một tấm hình ảnh người đóng để nó có thể được ghép kĩ thuật số trên một nền khác. Phông màn xanh thường được sử dụng cho việc này, vì nó nhanh hơn và đòi hỏi ít công việc hơn, tuy nhiên rotoscopy vẫn được sử dụng cho các đối tượng không ở phía trước màn hình màu xanh lục (hoặc màu xanh lam), vì lý do thực dụng hoặc kinh phí.

## Kỹ thuật

Một GIF hiện đại của một con ngựa phi nước đại, bắt nguồn từ một sê-ri hình ảnh của Eadweard Muybridge

Hoạt hình hiện đại của các hình ảnh được vẽ lại Horse in Motion của Eadweard Muybridge được khắc bởi hai mươi đĩa kim loại

Rotoscoping thường được sử dụng như một công cụ cho hiệu ứng hình ảnh trong các bộ phim người đóng. Bằng cách vẽ lại một đối tượng, nhà làm phim tạo ra một hình bóng (được gọi là bề mặt mờ) có thể được sử dụng để trích xuất đối tượng đó từ một cảnh để sử dụng trên một nền khác. Trong khi các kỹ thuật phông màn xanh lam và xanh lục đã làm cho quá trình phân lớp đối tượng trong các cảnh trở nên dễ dàng hơn, rotoscoping vẫn đóng một vai trò lớn trong việc tạo ra hình ảnh hiệu ứng hình ảnh. Rotoscoping trong lĩnh vực kỹ thuật số thường được hỗ trợ bởi phần mềm theo dõi chuyển động và gọt vỏ hành tây.
Rotoscoping cũng đã được sử dụng để tạo hiệu ứng hình ảnh đặc biệt (ví dụ như ánh sáng chẳng hạn) được định hướng bởi bề mặt mờ hoặc đi nét rotoscope. Một cách sử dụng cổ điển của rotoscoping truyền thống nằm trong ba bộ phim Star Wars gốc, nhà sản xuất đã sử dụng nó để tạo ra hiệu ứng lightsaber rực rỡ với bề mặt mờ dựa trên que cầm do các diễn viên cầm trên tay. Để đạt được điều này, các kỹ thuật viên hiệu ứng đã vẽ lại một đường trên mỗi khung bằng prop, sau đó phóng to từng đường và thêm ánh sáng.

## Lịch sử

### Tiền nhiệm
Eadweard Muybridge đã có một số trình tự nhiếp ảnh hoạt nghiệm nổi tiếng được vẽ trên đĩa thủy tinh cho máy chiếu zoopraxiscope mà ông đã sử dụng trong các bài giảng nổi tiếng của mình trong khoảng thời gian từ 1880 đến 1895. Các đĩa đầu tiên được vẽ trên kính trong các đường viền tối. Các đĩa được tạo từ giữa năm 1892 đến 1894 có những phác thảo được vẽ bởi Erwin Faber được in bằng hình ảnh trên đĩa và sau đó được tô màu thủ công, nhưng những đĩa này có lẽ không bao giờ được sử dụng trong các bài giảng.
Vào năm 1902, công ty đồ chơi GEBRUDER Bing và Ernst Plank ở Nuremberg được cung cấp cuộn phim in thạch bản nhiều màu cho đồ chơi của họ, máy chiếu ảnh động. Các cuộn phim được bắt nguồn từ các cảnh phim người đóng.

### Công việc ban đầu và độc quyền của Fleisch
Kỹ thuật rotoscope được phát minh bởi họa sĩ diễn hoạt Max Fleischer vào năm 1915, và được sử dụng trong loạt phim hoạt hình Out of the Inkwell đột phá của ông (1918–1927). Nó được gọi đơn giản là "Quy trình Fleischer" trên các màn hình danh đề đầu tiên và về cơ bản là độc quyền cho Fleischer trong vài năm. Nguồn phim người đóng cho nhân vật, sau này được gọi là Koko the Clown, được thực hiện bởi anh trai của ông (Dave Fleischer) mặc trang phục chú hề.
Ban đầu được thai nghén như một đoạn ngắn để diễn hoạt, quá trình rotoscope tỏ ra tốn thời gian do tính chất chính xác và tốn nhiều công sức trong việc vẽ lại. Rotoscoping đạt được bằng hai phương pháp, chiếu phía sau và chiếu mặt trước. Trong cả hai trường hợp, kết quả có thể có độ lệch nhẹ so với đường nét thực do sự tách biệt của hình ảnh chiếu và bề mặt được sử dụng để theo dõi. Hiểu sai về các hình thức có thể làm cho nét bị lung lay, và các vẽ nét roto phải được làm lại trên một đĩa hoạt hình, sử dụng các vẽ lại như một định hướng trong đó tính nhất quán và tính vững chắc là quan trọng.
Fleischer đã ngừng phụ thuộc vào rotoscope và chuyển sang dòng chảy chuyển động vào năm 1924, khi Dick Huemer trở thành đạo diễn hoạt hình và mang kinh nghiệm hoạt hình của ông từ những năm của ông trên loạt phim Mutt và Jeff. Fleischer trở lại rotoscoping vào những năm 1930 vì đã tham khảo các động tác vũ đạo phức tạp trong phim hoạt hình Popeye và Betty Boop của ông. Đáng chú ý nhất trong số này là các điệu nhảy bắt nguồn từ nghệ sĩ jazz Cab Calloway trong Minnie the Moocher (1932), Bạch Tuyết (1933) và The Old Man of the Mountain (1933). Trong các ví dụ này, vẽ nét roto được sử dụng như một hướng dẫn về canh thời gian và xác định định vị, trong khi các nhân vật hoạt hình có tỷ lệ khác nhau được vẽ để phù hợp với các vị trí đó.
Các ứng dụng rotoscope cuối cùng của Fleischer là dành cho hoạt hình thực tế của con người cần có cho nhân vật chính là một trong số những người khác trong Gulliver du ký (1939), và các nhân vật người trong tác phẩm cuối cùng của ông, Mr. Bug Goes to Town (1941). Sử dụng rotoscoping hiệu quả nhất của ông là trong sê-ri phim noir hành động định hướng Superman vào đầu những năm 1940, nơi hành động thực tế đã đạt được mức độ chưa từng có trong phim hoạt hình truyền thống.
Việc sử dụng đương đại của rotoscope và những thách thức vốn có của nó đã bao gồm các hiệu ứng siêu thực trong các video ca nhạc như "Accidents Will Happen" của Elvis Costello (1978), "Routine Day" của Klaatu (1979), "Take On Me" (1985) của A-ha, các cảnh diễn trực tiếp trong "Money for nothing" của Dire Straits (1985), "All I Wanted" (1986) của Kansas và loạt phim hoạt hình Delta State (2004).

### Sử dụng bởi các hãng phim khác
Bản quyền sáng chế của Fleisch đã hết hạn vào năm 1934 và các nhà sản xuất khác sau đó có thể sử dụng rotoscoping một cách tự do. Walt Disney và các họa sĩ hoạt hình của mình đã sử dụng kỹ xảo trong Bạch Tuyết và bảy chú lùn trong năm 1937.
Leon Schlesinger Productions, nhà sản xuất phim hoạt hình Looney Tunes và Merrie Melody cho Warner Bros., thỉnh thoảng sử dụng rotoscoping. Phim hoạt hình MGM năm 1939 "Petunia Natural Park" của The Captain and the Kids có phiên bản rotoscope của Jackie.
Rotoscoping được sử dụng rộng rãi trong bộ phim hoạt hình đầu tiên của Trung Quốc, Princess Iron Fan (1941), được phát hành trong điều kiện rất khó khăn trong Chiến tranh Trung-Nhật lần thứ hai và Thế chiến II.
Hầu hết các bộ phim được sản xuất với nó đều là những bộ phim chuyển thể từ truyện dân gian hay thơ, ví dụ, The Night Before Christmas hay The Tale of the Fisherman and the Fish. Chỉ trong những năm đầu thập niên 1960, sau "Khrushchev Thaw", các nhà làm phim hoạt hình mới bắt đầu khám phá tính thẩm mỹ rất khác biệt.
Các nhà sản xuất Tàu ngầm vàng của The Beatles đã sử dụng phương pháp rotoscoping trong phần sau "Lucy in the Sky with Diamonds". Đạo diễn Martin Scorsese đã sử dụng phương pháp rotoscoping để loại bỏ một lượng lớn cocaine treo trên mũi của Neil Young trong bộ phim tài liệu rock The Last Waltz của ông.
Ralph Bakshi đã sử dụng rotoscoping rộng rãi cho các tác phẩm hoạt hình của mình là Wizards (1977), The Lord of the Rings (1978), American Pop  (1981), và Fire and Ice (1983). Lần đầu tiên Bakshi sử dụng phương pháp rotoscoping vì 20th Century Fox đã từ chối yêu cầu tăng ngân sách 50.000 đô la để hoàn thành Wizards; ông dùng đến kỹ thuật rotoscope để hoàn thành các cảnh chiến đấu.
Rotoscoping cũng được sử dụng trong Tom Waits For No One (1979) một bộ phim ngắn được thực hiện bởi John Lamb, Heavy Metal  (1981), Chúng ta đã học được gì, Charlie Brown? (1983) và Đó là Flashbeagle, Charlie Brown (1984); ba trong số các video âm nhạc của A-ha, "Take On Me" (1985), "The Sun Always Shines on T.V." (1985) và "Train of Thought" (1986); The Secret of NIMH của Don Bluth (1982), An American Tail (1986), Harry and the Henderons, The BFG  (1989), Titan A.E. (2000); và Sita Sings the Blues của Nina Paley (2008).
Trong năm 1994, Smoking Car Productions đã phát minh ra quy trình rotoscoping kỹ thuật số để phát triển trò chơi video phiêu lưu được đánh giá cao The Last Express. Quá trình này đã được trao Bằng sáng chế Hoa Kỳ số 6.061.462, Quy trình hoạt hình và hoạt hình kỹ thuật số. Trò chơi được thiết kế bởi Jordan Mechner, người đã sử dụng rotoscoping rộng rãi trong các trò chơi trước đó của mình Karateka và Prince of Persia.
Vào giữa những năm 1990, Bob Sabiston, một họa sĩ diễn hoạt và nhà khoa học máy tính kỳ cựu của Phòng thí nghiệm Truyền thông của Viện Công nghệ Massachusetts (MIT), đã phát triển một quy trình "rotoscoping" được hỗ trợ bằng máy tính, mà ông đã sử dụng để thực hiện bộ phim ngắn từng đoạt giải thưởng của mình "Snack and Drink". Đạo diễn Richard Linklater sau đó đã thuê Sabiston và phần mềm Rotoshop độc quyền của ông trong các bộ phim dài đầy đủ Waking Life (2001) và A Scanner Darkly (2006). Linklater đã cấp phép cho quá trình rotoscoping độc quyền tương tự cho giao diện của cả hai bộ phim. Linklater là đạo diễn đầu tiên sử dụng kỹ thuật rotoscoping kỹ thuật số để tạo ra toàn bộ phim điện ảnh. Ngoài ra, một chiến dịch quảng cáo năm 2005 của Charles Schwab đã sử dụng kỹ thuật rotoscoping của Sabiston cho một loạt quảng cáo trên truyền hình, với khẩu hiệu "Talk to Chuck". The Simpsons đã sử dụng rotoscope như một trò hài hước trong tập phim Barthood, với Lisa mô tả nó là "một thí nghiệm cao quý đã thất bại".
Trong năm 2013, anime Aku no Hana sử dụng rotoscoping để tạo ra một diện mạo khác biệt rất nhiều so với tài liệu nguồn manga của nó. Người xem chỉ trích các cắt cảnh của chương trình khi hoạt họa khuôn mặt, tái sử dụng hình nền và sự tự do mà nó mang lại với chủ nghĩa hiện thực. Mặc dù vậy, các nhà phê bình vẫn ca ngợi bộ phim và trang web Anime News Network đã trao cho nó một số điểm hoàn hảo cho những phản ứng ban đầu.
Đầu năm 2015, một bộ phim hoạt hình có tựa đề Hana to Arisu Satsujin Jiken (phim hoạt hình tiền truyện của bộ phim người đóng năm 2004, Hana to Alice) hoàn toàn được diễn hoạt bằng rotoscoping, nhưng nó được đánh giá cao hơn so với The Flowers of Evil khi các nhà phê bình ca ngợi rotoscoping của nó. Năm 2015, Kowabon, một bộ anime kinh dị dạng ngắn sử dụng rotoscoping, được phát sóng trên truyền hình Nhật Bản.
Undone (2019), một sê-ri gốc của Amazon Prime, đã được tạo bằng kỹ thuật này.